# Shahrestān di Anbarabad
Lo shahrestān di Anbarabad (farsi شهرستان عنبرآباد) è uno dei 23 shahrestān della provincia di Kerman, il capoluogo è 'Anbarabad. Lo shahrestān è suddiviso in 3 circoscrizioni (bakhsh): 
- Centrale (بخش مرکزی)
- Esma'il-ye (بخش اسماعیلی)
- Jebalbarez Scalo (بخش جبال‌بارز جنوبی)